# Hautwiderstand
Der Hautwiderstand ist das Maß für die elektrische Leitfähigkeit der Haut. Der Kehrwert wird als Hautleitwert bezeichnet. Der Hautwiderstand ist Bestandteil des Körperwiderstandes.

## Einflussfaktoren
Die Hautleitfähigkeit wird in erster Linie von der Aktivität der Schweißdrüsen beeinflusst. Die Schweißsekretion wird durch das vegetative Nervensystem gesteuert und ist somit bewusst nicht beeinflussbar, oder nur indirekt durch spezielle, erlernbare Techniken. Wird Schweiß produziert, steigt die Fähigkeit der Haut, als Stromleiter zu fungieren, und damit auch der Hautleitwert an.

## Messung des Hautwiderstandes
Zur Messung des elektrischen Hautwiderstands muss das Messgerät mit der Haut gekoppelt werden. Das kann direkt mit elektrisch leitenden Elektroden erfolgen die auf die Haut aufgesetzt werden. Mit einem geringen Messstrom der als Gleich- oder Wechselspannung eingeleitet wird kann der Hautwiderstand mit einem Schaltkreis zur Widerstandsmessung gemessen werden.
Alternativ kann der Messschaltkreis auch kapazitiv angekoppelt werden in diesem Fall ist eine Messung des Gleichstromwiderstandes nicht möglich. Stattdessen wird der Wechselstromwiderstand bei einer festgelegten Messfrequenz bestimmt.

## Anwendungen
Der Hautwiderstand wird zum Beispiel im Rahmen von Biofeedback-Trainings, beim Lügendetektor und im Rahmen von psychophysiologischen Experimenten gemessen, um den Erregungszustand bezogen auf einen bestimmten Reiz zu messen, siehe dazu Elektrodermale Aktivität (Psychogalvanische Hautreaktion). Hautwiderstandsmessungen erfolgen mit einem Corneometer auch zur Bestimmung des Hautzustandes beispielsweise vor und nach einer kosmetischen Anwendung um die Wirksamkeit derselben zu bewerten.